# Víctor Mendieta
Víctor René Mendieta Ocampo es un exfutbolista y entrenador panameño que jugó de delantero. Durante su carrera en México jugó 193 partidos en los que anotó 61 goles. Fue asistente técnico de la selección Sub-20 de Panamá dirigida por  Gary Stempel en el Mundial Sub-20 de la FIFA jugado en Emiratos Árabes Unidos en 2003 y fue el director Técnico principal de la selección de Panamá en el Mundial Sub-20 de Holanda en 2005. Dirigió interinamente a la selección mayor de Panamá ante Perú el 19 de noviembre de 2006.

## Clubes

### Como futbolista
| Club                        | País        | Año       |
| --------------------------- | ----------- | --------- |
| Cojutepeque FC              | El Salvador | 1987      |
| Correcaminos de la UAT      | México      | 1988-1992 |
| Leones Negros de la UdeG    | México      | 1992-1993 |
| Tampico Madero Fútbol Club  | México      | 1994-1995 |
| Correcaminos de la UAT      | México      | 1995-1996 |
| Tauro FC                    | Panamá      | 1998-1999 |
| Club Deportivo Plaza Amador | Panamá      | 1999-2000 |
| FC Alianza                  | Panamá      | 2000-2002 |

### Como entrenador
| Club                   | País   | Año       |
| ---------------------- | ------ | --------- |
| Selección sub-20       | Panamá | 2004-2005 |
| Selección Mayor        | Panamá | 2006      |
| Alianza FC             | Panamá | 2009      |
| Chepo Fútbol Club      | Panamá | 2010-2011 |
| CA Independiente       | Panamá | 2014      |
| Sporting San Miguelito | Panamá | 2017-2018 |

## Palmarés

### Títulos nacionales
| Título           | Club     | País   | Año  |
| ---------------- | -------- | ------ | ---- |
| Primera División | Tauro FC | Panamá | 2000 |

- Datos: Q5639795